# كاثار

صليب الكاثار: رمز حركة الكاثار.

الكاثار (باليونانيَّة: καθαροί) وتعني الطاهر، هي حركة مسيحية لها جذور غنوصية أو إحيائيَّة بدأت في منتصف القرن الثاني عشر. وانتعشت في بعض مناطق أوروبا الجنوبية، ولا سيما ما هو الآن شمال إيطاليا وجنوب فرنسا، بين القرنين الثاني عشر والرابع عشر. كان يُعرف الأتباع باسم الكاثار، والآن يتم تذكرهم بشكل رئيسي لتعرضهم لحقبة طويلة من الاضطهاد من قبل الكنيسة الرومانية الكاثوليكية، والتي لم تعترف بإيمانهم على أنهم مسيحيون. ظهر الكاثار في أوروبا في منطقة لانغيدوك بفرنسا في القرن الحادي عشر وهذا ما يظهر عند ظهور الاسم لأول مرة. كان يُعرف الملتحقين أحيانًا باسم ألبَجْنَسِيُّون أو الألبيجيون، تيمناً بمدينة ألبي الواقعة في جنوب فرنسا حيث بدأت الحركة فيها بالبداية. وتم تدريس الكاثارية في البداية من قبل قادة الزهد الذين وضعوا القليل من الإرشادات، وبالتالي، فإن بعض الممارسات والمعتقدات الكاثارية تنوعت حسب المنطقة وعلى مر الزمن. شجبت الكنيسة الكاثوليكية الممارسات الكاثاريّة، وقد اعتبرتها الكنيسة الرومانية الكاثوليكية آنذاك طائفةً خارجة عن الدين المسيحي.
ربما تعود جذور حركة الكاثار إلى حركة بيلكانيون في أرمينيا وفي الأناضول البيزنطية الشرقية وبالتأكيد إلى طائفة البوغوميل التي ظهرت في حقبة الإمبراطورية البلغارية الأولى، والذين تأثروا بالبيلكانيون الذين أعيد توطينهم في تراقيا من قبل البيزنطيين. على الرغم من أن مصطلح الكاثار والذي أُستخدم لعدة قرون لوصف الحركة، الا أن الجدل حول إن عرّف الكاثار أنفسهم من خلال هذا المصطلح هو موضع نقاش. وفي نصوص الكاثار فإن مصطلحات «المسيحي الجيد» أو «الرجل الجيد» أو «المرأة الجيدة» هي المصطلحات الشائعة لتعريف الذات.
كانت فكرة الإلهين أو المبادئ، أحدهما جيد والآخر شر، أساسية في معتقدات الكاثار. وكانت هذه المعتقدات مناقضة للكنيسة الكاثوليكية التوحيدية، والتي كان مبدأها الأساسي هو وجود إله واحد فقط، منذ الأزل وإلى الأبد، غير مدرك، كلي القدرة وكلّي العلم، وهو خالق الكون والمحافظ عليه؛ وهو ذو وجود يشكل المبدأ الأول والغاية الأخيرة لكل شيء. بالمقابل آمن الكاثار بأن الاله الصالح هو إله العهد الجديد وخالق العالم الروحي. لقد اعتقدوا أن الاله الشرير هو إله العهد القديم، خالق العالم المادي الذي عرّفه العديد من الكاثار بالشيطان. وظنَّ الكاثار أن الأرواح البشرية كانت أرواح الملائكة غير المحُاصرين في العالم المادي للإله الشرير، ومن المقدر أن يتم تجسيده حتى يتحقق الخلاص من خلال التعزية، عندما يتمكنون من العودة إلى الاله الحميد. وآمن الكاثار بالتقمص أو تناسخ الآرواح.
منذ بداية عهده، حاول البابا إينوسنت الثالث إنهاء الحركة الكاثارية عن طريق إرسال المبشرين وإقناع السلطات المحلية بالعمل ضدهم. في عام 1208 قُتل المندوب البابوي بيير دي كاستيلنو في إينوس أثناء عودته إلى روما بعد إعلانه الحرمان الكنسي للكونت ريمون السادس من تولوز، والذي كان في نظره متساهلاً للغاية مع الكاثار. وثم تخلى البابا إينوسنت الثالث عن خيار إرسال المبشرين والحقوقيين الكاثوليك، وأَعلن بيير دي كاستيلنو شهيدًا وقام بإطلاق الحملة الصليبية على الكثار والتي قضت على الحركة الكاثارية بشكل نهائي.

## المعتقدات
مصطلح مشتق من الكلمة اليونانية Katheroi وتعني «الأطهار Pure Ones». يعتنق الكثاريون مذهب الثنوية اللاهوتي الذي يعترف بوجود قوتين إلهيتين ندّين لبعض، واحدة خيرة والأخرى شريرة، تتصارعان منذ الأزل. ويؤمنون بأن العالم كله شرير لأنه من خلق الشيطان، رب الشر. والروح، التي أصلها من عالم رب الخير، محتجزة داخل الجسد المادي. ولتحرير الروح، يجب الخضوع لشعائر تعرف باسم consolamentation. بعد سنوات من امتحان صارم من الصوم والتعليمات، يجب أن يتعمّد المؤمن على أيدي الذين استلموا من قبل شعائر consolamentation. على متلقي الأسرار بعد هذا، أن يقسم بأن يبقى أعزباً، وأن لا يتملك عقارا، وألا يذهب لحرب وألا يأكل أي طعام نتج من اتصال جنسي. ينال المؤمن بعد المعمودية لقب «الكامل the Perfect» ويسمح له بتلاوة صلاة الرب Lord’s Prayer. أولئك الذين ماتوا دون أن يحصلوا على consolamentum سيتجسدون من جديد (نفس الروح في جسد جديد)، ويحصلون على الخلاص فقط عندما تنقى أرواحهم من العناصر المادية. مثل هذه التعاليم تحتم إعادة تفسير الكتاب المقدس. أجزاء كثيرة من العهد القديم نظر إليها بعين الشك أو أحيانا كانت ترذل. مذهب التجسد مرفوض عندهم. وكان ينظر ليسوع كملاك الذي كانت آلامه وموته ظاهرة فقط.

## التاريخ
مصادر أو أصول حركة الكثاريين تبدأ بالأعمال التبشيرية لحركة البوغوميل Bogomils، وهي مذهب ثنوي ظهر في الجنوب الشرقي لأوروبا القرن 11. خلال القرن 12 جُلبت معتقدات البوغوميل لغرب أوروبا عن طريق المبشرين والجنود العائدين من الحملة الصليبية الثانية (1147-1149). حوالي عام 1150 أسست أول أبرشية كثارية في فرنسا. بعد سنوات قليلة أسست أبرشيتان في منطقتي ألبي Albi ولومباردي Lombardy. بنهاية القرن 12، كان للكثاريين أحد عشر أبرشية خمسة في فرنسا وستة في إيطاليا. كان التهديد الملحوظ الذي أثاره المذهب الكثاري ضد الكنيسة السائدة واضحا، ما دعى البابا إينوسنت الثالث Pope Innocent III أن يعلن حرباً صليبية على الكثاريين سنة 1209. أتبع ذلك عشرين سنة من الحرب الضروس، التي خربت خلالها مدنهم وأبرشياتهم في الجنوب الفرنسي. في أسوأ وأفضع فصول تلك الحرب، ذبح تقريباً معظم سكان مدينة تولوز Toulouse، من كثاريين وكاثوليك. استمرت المقاومة حتى 1243 عندما تم الاستيلاء على حصن مونتزغر Montsegur الكثاري في جبال البيرينيه Pyrenees ودمر. .أولئك الذين رفضوا أن يتخلوا عن معتقداتهم كانوا غالباً ما يعذبون أو يلقون في النار حتى الموت. وبالرغم من الاضطهاد المستمر، استمرت الحركة الكثارية خلال القرن 14، متلاشية فقط في القرن 15.
ازدهر الكاثار في جنوب فرنسا في المنطقة التي كانت معروفة باسم (أوكسيطانيا Occitània) منذ حوالي 850 م، وبحكم موقعهم الجغرافي في شمال شبه الجزيرة الأيبيرية – غاليا (بلاد الغال) وفتح المسلمين للأندلس فقد اصطدم الأوكسيطان مع المسلمين في موقعة «بلاط الشهداء» – معركة تولوز – (721)، التي وصفها مؤرخون مسلمون مثل ابن حيان (987-1076) وابن الأثير (1160-1233) والمقري (1591-1632). إلا أن العرب هزموا في معركة بواتيه الشهيرة (أكتوبر 732)٬ [تسمى في التاريخ الإسلامي معركة بلاط الشهداء] التي قادها (أود) زعيم الأوكسيطان و (كارل مارتل) غريم أود السابق عندما لم يجد من يستنجد به لصد المسلمين، قتل في المعركة عبد الرحمان الغافقي قائد المسلمين. ولما هدأت الأمور بين الأكتيان والمسلمين جيرانهم في الجنوب (الأندلس) انتعشت حضارة الأكسيطان وحاولت إنشاء دولة مستقلة حوالي سنة 950. في هذا الجو من الانفتاح والتسامح تنامت الحركة الدينية المعروفة بحركة الكاثار التي استعملت كذريعة للحملة كاثار الصليبية في سنة (1209-1229) وإقامة محاكم التفتيش (1229) وأخيرا ضم أراضي تولوز لممتلكات ملك فرنسا (1271) والذي سبق أن ضم أقاليم الأكيتان والبروفانس مؤديا إلى اندثار الحضارة الأكسيطانية مع الوقت مع الهيمنة التدريجية للثقافة الفرنسية ولاحقا انتشار اللغة الفرنسية جنوبي فرنسا.
بعدما حاول بابا الفاتيكان إينوسنت الثالث دحر الكاثارية بلا نجاح يذكر، أعلن حملة صليبية ضد لانغودوك عارضا أراضي الفرقة الدينية المنشقة لأي نبيل فرنسي يستعد لحمل السلاح ضدها. وكان العنف شديدا حتى حسب معايير القرون الوسطى، ما أدى إلى حصول فرنسا على مناطق أكثر ارتباطا بحضارة ولغة كاتالونيا (انظر الأوكسيتانية). ويقدر أن ما بين 200,000 إلى مليون شخص قتلوا في هذه الحملة الصليبية.
وكان لهذه الحملة دور في إنشاء رتبة الدومينيكان وكذلك محاكم التفتيش القرون الوسطى.

## الرموز
كان إيمانهم بأن كل المواد ناتجة من الشر لم يشجع الكثاريين استعمال الرموز، من بينها الخبز والخمر المقدس والتعميد بالماء. على كل، يمكن تفسير بعض الأفعال الطقسية المقدسة على أن لها مدلول رمزي. خلال عملية consolamentum يُعمَّد المرشح ببسط الأيدي، دليلاً على حضور الروح القدس Holy Spirit. يميز «الكامل the Perfect» من الكاثار بملابسه السوداء التي يرتديها. لا يوجد لهم أتباع معاصرون. ليس للحركة مركز قيادي. كانت سائدة في المناطق المحيطة بمدينة تولوز جنوب فرنسا.